# El preu de la veritat
El preu de la veritat (títol original: Shattered Glass) és una pel·lícula estatunidenca de Billy Ray estrenada el 2003. Ha estat doblada al català

## Argument
La història real de Stephen Glass. Aquest periodista estatunidenc de 25 anys, que va contribuir a l'èxit de les revistes Rolling Stone i The New Republic de 1995 a 1998, va ser notícia, quan es va descobrir que 27 articles, dels 41 que havia escrit, estaven basats en fets que no havien tingut lloc i que les seves fonts havien estat majoritàriament inventades.

## Repartiment
- Hayden Christensen: Stephen Glass
- Peter Sarsgaard: Charles Lane (Chuck), el segon redactor en cap de TNR
- Chloë Sevigny: Caitlin Avey
- Hank Azaria: Michael Kelly
- Melanie Lynskey: Amy Brand
- Steve Zahn: Adam Penenberg
- Rosario Dawson: Andy Fox
- Ted Kotcheff: Marty Peretz
- Owen Rotharmel: Ian Restil
- Bill Rowat: germa de Stephen Glass/George Sims
- Mark Blum: Lewis Estridge
- Simone-Élise Girard: Catarina Bannier
- Chad Donella: David Bach
- Jamie Elman: Aaron Bluth

## Crítica
- "Un astut i sorprenentment captivador drama no només sobre l'ètica del periodisme en una revista, sinó també, i de forma més general, sobre la subtil política i la dinàmica psicològica de la cultura en les oficines d'avui dia."[2]
- "El film mai aprofundeix prou en les pressions sobre Glass de la seva pròpia família, dels seus companys i de si mateix, per aconseguir una profunditat psicològica. Però com a mirada a l'interior del periodisme, és dinamita."[3]